# 刺短跗蛛
刺短跗蛛（学名：Moneta spiniger）为球蛛科短跗蛛属的动物。分布于印度、印度尼西亚、斯里兰卡、非洲、台湾岛以及中国大陆的浙江、福建等地。